# Vernet-les-Bains
Vernet-les-Bains (în catalană Vernet) este o comună în departamentul Pyrénées-Orientales din sudul Franței. În 2009 avea o populație de 1.432 de locuitori.

## Evoluția populației
| An        | 1975  | 1982  | 1990  | 1999  | 2006  | 2009  |
| --------- | ----- | ----- | ----- | ----- | ----- | ----- |
| Populație | 1.310 | 1.325 | 1.489 | 1.440 | 1.488 | 1.432 |